# Orosomucoïde
L’orosomucoïde (ORM) ou alpha-1-glycoprotéine acide (AGP) est une glycoprotéine de poids moléculaire de 44000 Da, la plus riche en glucides (environ 40 %), de la famille ou sous-famille des lipocalines, famille des globulines, et qui fait partie des protéines de phase aiguë. Elle est codée par deux gènes polymorphes et synthétisée principalement dans les hépatocytes. Son taux plasmatique est faible 0.6-1.2 g/l. Ses concentrations plasmatiques sont modifiées par la grossesse, certains médicaments (antibiotiques, anti-inflammatoires, bêta-bloquants, œstroprogestatifs) et certaines maladies, notamment le VIH. 
Sa seule fonction connue est de servir de transporteur de composés lipophiles basiques ou neutres. En médecine, elle est connue comme le principal transporteur des médicaments basiques (alors que l'albumine transporte les médicaments acides), des stéroïdes et des inhibiteurs de protéases,. 
Cette protéine véhicule par ailleurs des bêta-bloquants, mais aussi des antidépresseurs.
Elle augmente dans les atteintes inflammatoires (rhumatisme articulaire aigu, polyarthrite) et dans les ictères obstructifs, tandis qu'elle diminue en cas d'ictère hépatocellulaire et d'infection intestinale et dans le syndrome néphrotique par fuite urinaire. Sa normalisation est un très bon signe de guérison.